# Борша
 Тази статия е за града в окръг Марамуреш.  За селото в окръг Клуж вижте Борша (окръг Клуж).  
Борша (на румънски: Borşa; на унгарски: Borsa; на немски: Borscha; на идиш: בורשא) е град в източната част на окръг Марамуреш, северна Румъния, в долината на река Вишеу, близо до прохода Прислоп. Свързвайки Трансилвания и Буковина, проходът Прислоп е обграден от планините Родна и Марамуреш, и двете части от Карпатите. Най-високата точка в региона е връх Пиетросул Родней (2303 м). Населението на града е 27 611 души (по данни от преброяването от 2011 г.).
От Борша може да се стигне до национален парк Родна (с площ 463 км2). В града има и дървена църква, построена през 1718 г.
Към 1891 г. Борша в дом на 1432 евреи. Днес в града основната част от населението са румънци, като има малки групи унгарци, украинци и цигани.

## Личности
- Израел Полак
- Франк Тимиш